# Sweetheart Abbey
Das Kloster Sweetheart (Sweetheart Abbey; Novum Monasterium, New Abbey, Dulce cor) ist ein ehemaliges Zisterzienserkloster in Schottland. Es liegt rund 13 km südlich von Dumfries in der Council Area Dumfries and Galloway im südwestlichen Schottland, bei dem Dorf New Abbey.

## Geschichte
Das Kloster wurde im Jahr 1273 von Dervorguilla de Balliol zur Erinnerung an ihren Ehemann John de Balliol, auf dessen hier einbalsamiertes Herz der Name der Abtei zurückgeht, als letztes schottisches mittelalterliches Zisterzienserkloster gestiftet. Sweetheart Abbey war eine Tochtergründung von Dundrennan Abbey, einer Tochter von Rievaulx Abbey in Yorkshire (England), das wiederum der Filiation der Primarabtei Clairvaux angehörte. Das Kloster kam nach der schottischen Reformation 1560 erst 1624 (letzter Kommendatarabt) zum Erlöschen.

## Bauten und Anlage

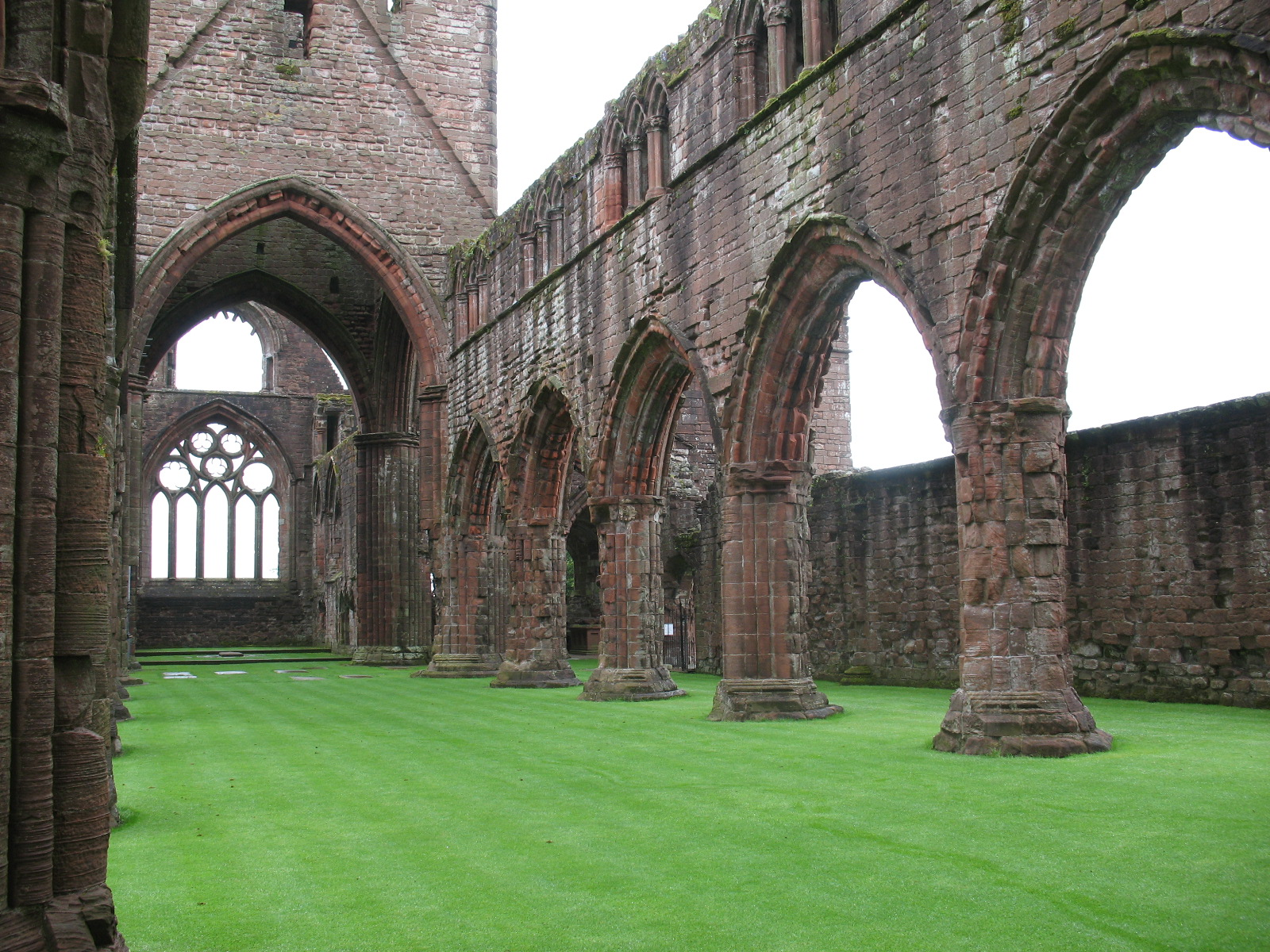
Inneres

Die Anlage ist in tiefrotem örtlichem Sandstein ausgeführt. Die Mauern der kreuzförmigen gotischen (Early English) Abteikirche (mit Vierungsturm) sind weitgehend erhalten und seit 1779 konserviert. Auch das Maßwerk des großen Ostfensters ist erhalten. Die Westfront hat drei lanzettförmige Fensteröffnungen mit darüberliegender Rosette und Kleeblattfenster im Giebel. Von der Klosteranlage sind ansonsten nur Ruinen erhalten.

## Äbte von Sweetheart
Siehe Artikel Liste der Äbte von Sweetheart